# Elfie Simchen
Elfie Simchen (* 11. Juli 1967 in Ludwigsburg) ist eine ehemalige deutsche Freestyle-Skierin. Sie war auf die Disziplin Aerials spezialisiert.

## Karriere
Elfie Simchen konnte bei den Freestyle-Skiing-Weltmeisterschaften 1991 in Lake Placid die Silbermedaille gewinnen. Bei den Olympischen Winterspielen 1992 in Albertville wurde sie bei den Aerialswettkämpfen, die als Demonstrationswettbewerbe ausgetragen wurden, Dritte. Vier Jahre später bei den Olympischen Winterspielen in Lillehammer waren die Aerialswettbewerbe, an denen Simchen erneut teilnahm, Teil des offiziellen Programms. Sie belegte den neunten Platz.